# Ермолаева, Розалия Александровна
Роза́лия Алекса́ндровна Ермола́ева (13 ноября 1919 — 15 марта 2001) — советский историк и архивист, кандидат исторических наук, научный сотрудник Центрального партийного архива, Заслуженный работник культуры РСФСР, «Отличник архивного дела СССР».

## Биография
Родилась в Москве. Родители: Александра Прокофьевна и Александр Михайлович Кисловы. Родной брат — Борис Александрович Кислов.
В 1942 году окончила Московский государственный историко-архивный институт и работала в Пензенском государственном архиве. Проработав в Пензе два года, вернулась в Москву и приступила к работе в Главном архивном управлении НКВД СССР в должности старшего научного сотрудника организационно-методического отдела. Являлась старшим инспектором по центральным архивам.
В январе 1948 года пришла работать в Центральный партийный архив Института Маркса-Энгельса-Ленина. Проявляла интерес к документам, архивной методике, архивному поиску. Показала себя как опытный специалист и организатор работы по систематизации и описанию фондов. Описывала фонды Г. К. Орджоникидзе, Ф. Э. Дзержинского, Социал-демократии королевства Польского и Литвы, Международной организации помощи борцам революции, фонда партии Поалей-Цион и ряда других. В процессе этой работы установилась и научная ориентация Р. А. Ермолаевой — история польского революционного движения. Она изучала польский язык и могла работать с польскими рукописями и эпистолярием. В 1956 году Ермолаева возглавила работу читального зала ЦПА.
Являясь членом методсовета, методист Ермолаева разрабатывала ряд нормативных актов в области архивоведения. За время работы в Центральном партийном архиве вырастила много учеников. В 1981 году Розалия Александровна была награждена медалью «За трудовую доблесть».
Результатом её многолетней работы явилась кандидатская диссертация на тему «Деятельность польских коммунистических организаций в Советской России и работа РКП(б) среди польского населения (1917—1920 гг.)», которую она защитила в 1964 году.
Розалия Александровна принимала активное участие в научно-публицистической деятельности Института марксизма-ленинизма, имея более 50 опубликованных оригинальных работ по истории польского революционного рабочего движения. Не раз её книги издавались за рубежом. Розалия Александровна с гордостью говорила, что в списке её публикаций отсутствуют чисто пропагандистские газетно-журнальные статьи.
Принимала участие в международных научных конференциях, в том числе и за рубежом, посвященных 50-летию Компартии Польши, 50-летию образования СССР, 60-летию Великой Октябрьской социалистической революции. Неоднократно выезжала в зарубежные научные командировки для участия в симпозиумах по проблемам историко-партийной науки, марксистско-ленинского архивоведения и обмена опытом в комплектовании, организации, хранении, обработке и использовании документальных материалов. Много раз бывала в Польше, выступала на научных конференциях, работала в польских архивах, общалась с польской научной интеллигенцией. Она любила Польшу, польский менталитет, и сотрудники архива в шутку называли её «пани Роза».

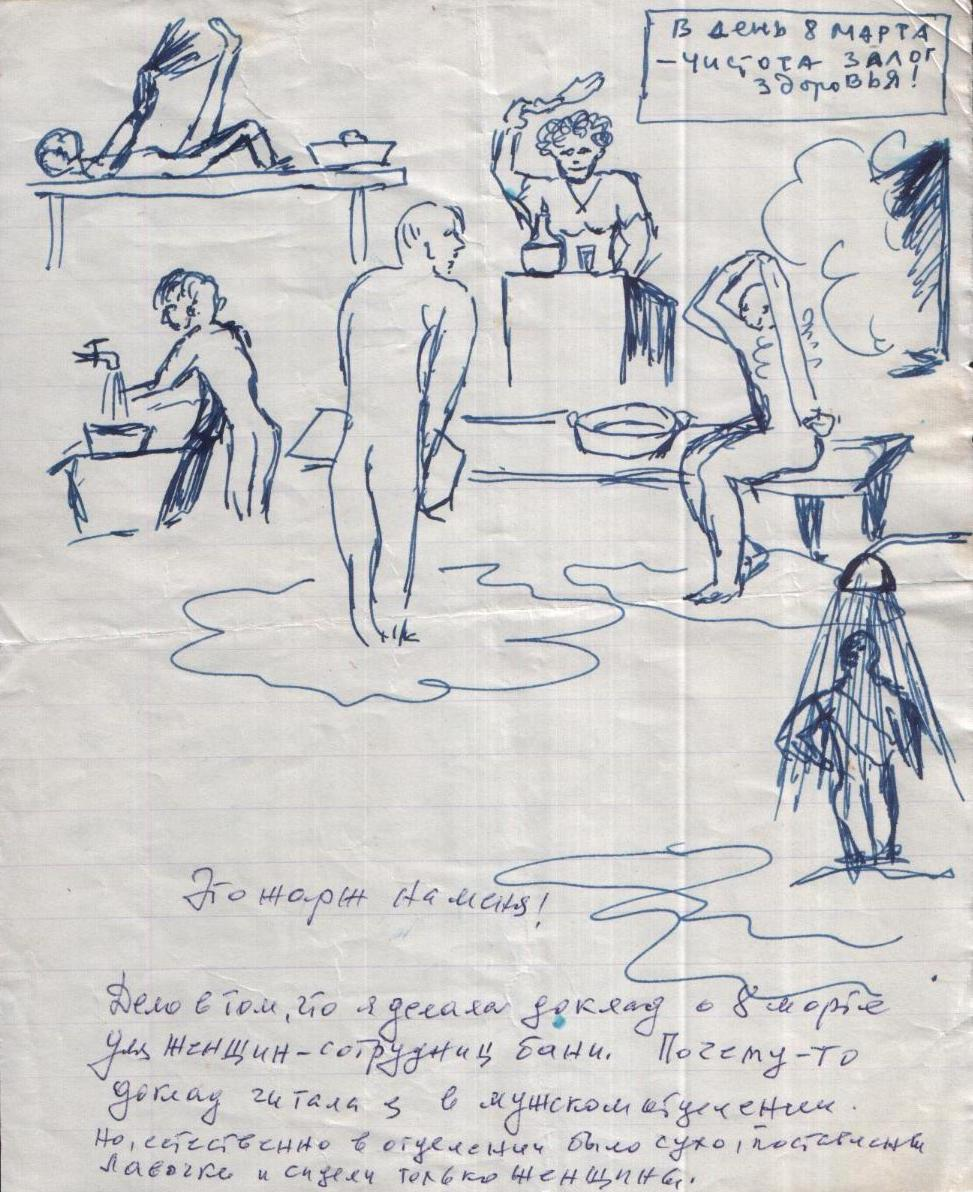
«Дело в том, что я делала доклад о 8 марта для женщин — сотрудниц бани. Почему-то доклад читала я в мужском отделении. Но, естественно, в отделении было сухо, поставлены лавочки и сидели только женщины»

С 1948 года — член КПСС, участвуя в общественной жизни партийной организации. Почти десять лет возглавляла методический совет пропагандистов при Дзержинском райкома КПСС, систематически выступала с лекциями перед трудящимися. Она награждена медалью «за доблестный труд».
Последними работами, которыми Р. А. Ермолаева занималась в архиве, было описание фонда Коминформа и участие в изданиях документов совещаний Коминформа 1947 и 1949 г. и совместно с германскими архивистами сборника документов о судьбе немецких военнопленных в революционной России.